# Folitropin

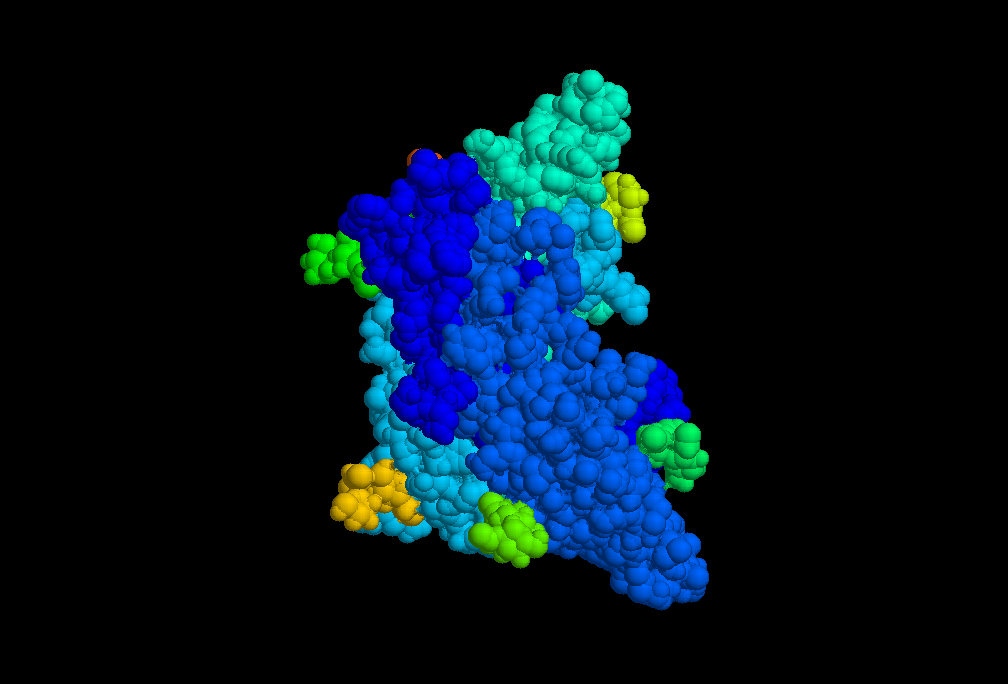
3D struktura folitropinu

Folitropin (FSH, z angl. follicle–stimulating hormone, tedy folikuly stimulující hormon) je jeden ze skupiny lidských pohlavních hormonů vyskytující se u obou pohlaví. Je produkován předním lalokem hypofýzy (adenohypofýzou) a řadí se mezi gonadotropiny.
U žen podporuje růst folikulů (vaječníkových váčků) ve vaječnících a stimuluje tvorbu estrogenu. U mužů vyvolává tvorbu pohlavních buněk (spermatogenezi).

## Stavba
Folitropin je z chemického hlediska glykoprotein o relativní molekulové hmotnosti asi 30 kDa. Skládá se ze dvou různých, nekovalentně vázaných podjednotek „a“ a „b“. Podjednotka a se vyskytuje i u ostatních glykoproteinových hormonů, tj. lutropinu (LH), tyreotropinu (TSH) a choriového gonadotropinu (hCG), který je primárně produkován placentou. Podjednotka b je naopak specifická pro každý z hormonů, určuje biologickou a imunologickou specifitu a umožňuje rozlišení FSH od ostatních glykoproteinových hormonů.

## Účinek
Účinek FSH se u mužů a žen liší.
U žen se FSH a LH vzájemně doplňují při kontrole rozmnožovacích funkcí, indukují ovulaci a přispívají k rozvoji žlutého tělíska. Hladiny FSH cyklicky kolísají. Vzestup sekrece pohlavních steroidů zrajícím folikulem během první části cyklu je zodpovědný za „sekreční pík“ (náhlý vzestup produkce hormonů) a následně za ovulaci. Sekrece LH v pulsech podporuje rozvoj žlutého tělíska. Žluté tělísko pak postupně, jak roste, produkuje čím dál se zvyšující množství progesteronu a estradiolu. Pokud nedošlo k oplodnění, sekrece FSH a LH blokována vysokou hladinou steroidních hormonů (negativní zpětná vazba). V těhotenství funkci LH přebírá hCG (podporuje sekreci progesteronu žlutým tělískem).
U mužů FSH spolu s LH a testosteronem stimuluje spermatogenezi. Během puberty FSH indukuje odpověď Leydigových buněk na LH. Sekrece FSH a LH je stimulována hypotalamickým dekapeptidem (hormon uvolňující gonadotropin - GnRH).